# Marek Heinz
Marek Heinz (Olomouc, 4 de Agosto de 1977) é um futebolista tcheco, atua como atacante.

## Carreira
Pela Seleção Tcheca de Futebol disputou as olimpíadas de 2000, Eurocopa 2004 e a Copa do Mundo de 2006.
Heinz é um atacante de poucos gols mais normalmente de muita importância para os clubes em que atua pela sua presença de área e capacidade se segurar a bola no ataque.
foi muito importante na campanha da republica tcheca na Euro 2004 quando terminou o campeonato em terceiro lugar. 